# Новиковская (деревня)
Новиковская — нежилая деревня в Шенкурском районе Архангельской области. Входит в состав муниципального образования «Ровдинское».

## География
Деревня расположена в южной части Архангельской области, в таёжной зоне, в пределах северной части Русской равнины, в 50 километрах на юг от города Шенкурска, на правом берегу реки Пуя, притока Ваги. Ближайшие населённые пункты: на юге деревни Носовская и Степачевская, на юго-востоке деревня Филипповская. Близ деревни пролегает автомобильная дорога федерального значения М8 «Холмогоры».
Часовой пояс
Новиковская, как и вся Архангельская область, находится в часовой зоне МСК (московское время). Смещение применяемого времени относительно UTC составляет +3:00.

## Население
| 2002 | 2010 | 2012 |
| ---- | ---- | ---- |
| 6    | ↘0   | →0   |

## История
В «Списке населенных мест Архангельской губернии к 1905 году» деревня Новиновская(Заболотье) насчитывает 10 дворов, 43 мужчины и 53 женщины.  В административном отношении деревня входила в состав Ровдинского сельского общества Ровдинской волости.
На 1 мая 1922 года в поселении 15 дворов, 31 мужчина и 46 женщин.